# Studienverlaufsberatung
Die Studienverlaufsberatung ist ein zusätzliches Beratungsangebot für Studierende, das neben bestehenden Beratungsangeboten an Hochschulen in der Bundesrepublik Deutschland vorwiegend im Rahmen des Qualitätspakts Lehre aufgebaut wurde und im Studienverlauf berät, also nachdem eine Studienentscheidung getroffen wurde. Insgesamt wurden im Rahmen des Qualitätspakts Lehre an 111 Hochschulen und Universitäten Angebote im Bereich Studienberatung/-betreuung gefördert. Dabei kann zwischen einer fachbereichsspezifischen Studienverlaufsberatung und einer Studienverlaufsberatung, die fakultätsübergreifend agiert, unterschieden werden. 
Bei der fachbereichsspezifischen Studienverlaufsberatung geht es darum, Studierende, die vom vorgesehenen Studienverlauf abweichen, dabei zu unterstützen, ihr Studium zu reorganisieren. Dabei ermöglicht die individuelle Betreuung eine Lösung, bei der Studiengangspezifika berücksichtigt werden können, wie z. B. der Prüfungsordnung oder der Studienverlaufsplan, und soll so zu einem Studienerfolg beitragen. Zudem sollen besonders leistungsstarke Studierende gesondert unterstützt werden, um beispielsweise schneller zu studieren.
Durch das individuelle, vertrauliche und freiwillige Beratungsangebot soll Studierenden die Möglichkeit gegeben werden, in ressourcen- und lösungsorientierten Beratungsgesprächen Probleme und Fragen im Studium zeitnah zu besprechen.
Auch bei der fakultätsübergreifenden Studienverlaufsberatung steht der individuelle Studienverlauf der Studierenden im Mittelpunkt; durch die fachübergreifende Ausgestaltung werden aber weniger fachliche Inhalte im Studienverlauf thematisiert (außer bei Stundenplan- und Studienorganisationsberatung), sondern der Schwerpunkt auf eine psychosoziale Beratung bei Lern-, Prüfungs- und Studienorganisationsschwierigkeiten gelegt.